# Club Atlético de Tetuán
Maillots
Le Club Atlético Tetuán (en arabe : نادي تطوان الرياضي) est un ancien club de football des colons espagnols, fondé en 1933 à Tétouan  par le colonel Fernando Fuertes de Villavicencio.
En 1956 ce club s'est fusionné avec le Club Atlético de Ceuta en devenant Agrupación Deportiva Ceuta Fútbol Club, évoluant actuellement en LaLiga 2.

## Histoire
Fondé en 1933 par des colons espagnols mené par des militaires, à leur tête le président-fondateur, colonel Fernando Fuertes de Villavicencio, qui a joué auparavant pour l'Atlético de Madrid, dont le nom « Atlético » l'a inspiré dans le choix du nom, ainsi qu'aux logo et maillot de l'équipe, qui ressemblent au logo et au maillot de l'équipe madrilène. Le logo de l'équipe de Tétouan comprenait l'étoile de david branches aux fondateurs juifs et la mosquée sidi el Barrak comme symbole de la ville.
En 1956, le Maroc obtient son indépendance mais pas pour tout son nord (juste quelques villes), dont par exemple les villes de Melilla et Ceuta sont encore des colonisations espagnoles ainsi qu'aux îles dont par exemple les Îles Canaries, et c'est de ce fut que le club s'est fusionné avec la Sociedad Deportiva Ceuta le 9 juillet 1956 pour former le Club Atlético de Ceuta, qui a changé son nom en 2013, devenant Agrupación Deportiva Ceuta Fútbol Club en hommage à l'Asociación Deportiva Ceuta.

## Palmarès
- LaLiga D2 (1) :
  - Champion : 1950-1951[2]

- LaLiga D4 (1) :
  - Champion : 1948-1949[3]

- LaLiga D6 (3) :
  - Champion : 1935-1936, 1942-1943, 1945-1946

## Galerie

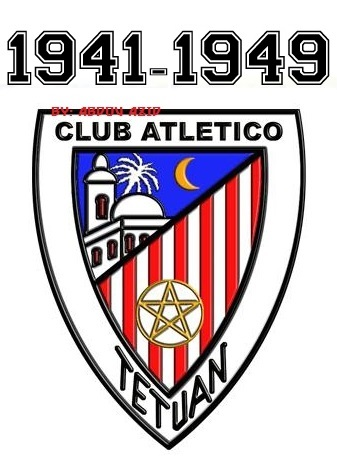
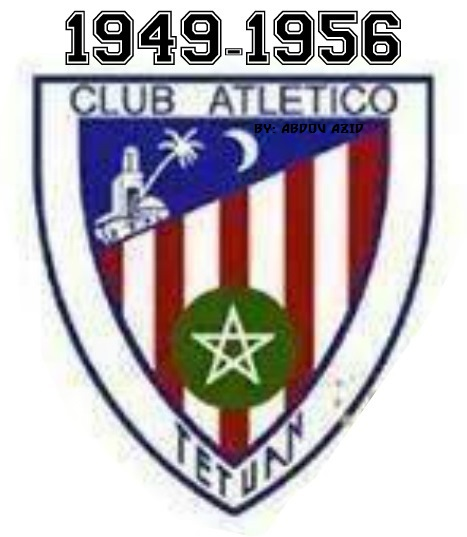